# Mafaly Gueye Fall
Mafaly (Mafaali en wolof) est le dixième damel (souverain) du Cayor, un royaume pré-colonial situé à l'ouest de l'actuel Sénégal. 
Succédant à son frère Déthié Marame, il règne pendant six mois, en 1683, et meurt assassiné.
Makhourédia Diodio Diouf lui succède.